# Shaldag
El Shaldag (en hebreu: שלדג, en català: Blauet), també és conegut com a Unitat 5101, és una unitat de comando d'elit de la Força Aèria Israeliana. El Shaldag va ser fundat en 1974, després de la Guerra del Yom Kippur, per Muki Betzer, un veterà de Sayeret Matkal que va portar a diversos veterans de Matkal amb ell.
Inicialment la unitat va començar operant com una companyia de reserva de Sayeret Matkal, després va ser finalment transferida a la Força Aèria Israeliana. La missió de Shaldag és desplegar a les seves tropes i passar desapercebuts en ambients hostils i de combat per realitzar missions especials de reconeixement militar, establir zones de salt i operar prop d'aeròdroms, dur a terme accions de control del trànsit aeri i operacions de comando darrere de les línies enemigues.
El Shaldag opera des de la Base aèria de Palmahim. Els seus soldats porten fusells d'assalt M16 o carrabines M4A1 i estan equipats amb el llançagranades M203. Per dur a terme missions especials, van armats amb pistoles Glock 17 de 9×19 mm i fusells de franctirador Mauser SR 82/66.

## Reclutament i capacitació
Els membres de la unitat Shaldag han de realitzar una instrucció militar més llarga que qualsevol altra unitat de les FDI, l'entrenament dels comandos dura 22 mesos, i en la seva formació es posa un èmfasi especial en la navegació. L'entrenament consisteix en diverses fases, amb exercicis de navegació entre cada fase, els exercicis han estat dissenyats per oferir una extensa experiència de navegació. També tenen lloc llargues caminades portant un equip pesat al damunt. Les diferents fases de l'entrenament són:
- 6 mesos d'entrenament bàsic i avançat d'infanteria.
- 1 curs de paracaigudisme a l'escola de paracaigudisme de la Força Aèria.
- 1 curs de lluita contra el terrorisme a l'escola antiterrorista de la Força Aèria.
- Exercicis de navegació i orientació sobre el terreny.
- Cooperació aire-terra i operacions aerotransportades.
- Entrenament de reconeixement i d'intel·ligència.
- Entrenament especialitzat per a aquells membres de la unitat que han estat designats com a paramèdics i franctiradors.